# Wang Meng (cràter)
Wang Meng és un cràter d'impacte en el planeta Mercuri de 165 km de diàmetre. Porta el nom del pintor xinès Wang Meng (1308-85), i el seu nom va ser aprovat per la Unió Astronòmica Internacional el 1976.